# Németh Virág (teniszező)
Németh Virág (Zalaegerszeg, 1985. június 19. –) magyar teniszezőnő.
2001–2010 közötti pályafutása során 8 egyéni és 5 páros ITF-tornát nyert. Egy WTA döntőben játszott, 2004-ben Budapesten Szávay Ágnes partnereként kikapott a Mandula Petra, Barbara Schett alkotta duó ellen. Legjobb világranglista helyezése egyéniben a 130. hely, amelyet 2004. november 22-én ért el, párosban a 177. helyig jutott 2005. február 7-én.
2005-ben és 2006-ban összesen nyolc mérkőzést játszott Magyarország színeiben Fed-kupa-mérkőzésen, 4–4-es eredménnyel.

## WTA-döntői
| Összesítés           |                        |
| Grand Slam-torna (0) |                        |
| Tier I (0)           | Premier Mandatory* (0) |
| Tier II (0)          | Premier Five* (0)      |
| Tier III (0)         | Premier* (0)           |
| Tier IV (0)          | International* (0)     |
| Tier V (0-1)         | Challenger* (0)        |

* 2009-től megváltozott a tornák rendszere.
 Az egymás mellett azonos színnel jelölt tornatípusok között nincs teljes mértékű megfelelés.

### Páros

#### Elveszített döntői (1)
|    | Dátum           | Torna                         | Borítás | Partner      | Ellenfelek a döntőben        | Eredmény a döntőben |
| 1. | 2004. július 8. | GDF Suez Grand Prix, Budapest | Salak   | Szávay Ágnes | Mandula Petra Barbara Schett | 3-6 2-6             |

## ITF döntői
| $100,000 torna |
| $75,000 torna  |
| $50,000 torna  |
| $25,000 torna  |
| $10,000 torna  |

### Egyéni: 13 (8–5)
| Eredmény | No. | Dátum                | Torna                      | Borítás     | Ellenfél                    | Eredmény      |
| -------- | --- | -------------------- | -------------------------- | ----------- | --------------------------- | ------------- |
| Döntős   | 1.  | 2002. április 23.    | Taranto, Olaszország       | Salak       | Sandra Klösel               | 4–6, 6–1, 4–6 |
| Győztes  | 2.  | 2003. február 9.     | Bergamo, Olaszország       | Kemény (f)  | Alberta Brianti             | 7–5, 5–7, 7–6 |
| Győztes  | 3.  | 2002. április 21.    | Taranto, Olaszország       | Salak       | Rosa María Andrés Rodríguez | 3–6, 6–7, 1–6 |
| Győztes  | 4.  | 2003. május 4.       | Pula, Horvátország         | Salak       | Lucie Hradecká              | 4–6, 6–0, 6–1 |
| Döntős   | 5.  | 2003. szeptember 29. | Caserta, Olaszország       | Salak       | Mervana Jugić-Salkić        | 6–7, 3–1 ret. |
| Döntős   | 6.  | 2004. február 2.     | Ortisei, Olaszország       | Szőnyeg (f) | Iveta Melzer                | 3–6, 1–6      |
| Győztes  | 7.  | 2004. szeptember 13. | Sofia, Bulgária            | Salak       | Zuzana Kučová               | 5–1 feladta   |
| Győztes  | 8.  | 2004. október 3.     | Belgrád, Szerbia           | Salak       | Jekatyerina Bicskova        | 2–6, 6–2, 6–2 |
| Győztes  | 9.  | 2004. október 31.    | Isztambul, Törökország     | Kemény (f)  | İpek Şenoğlu                | 7–5, 6–4      |
| Győztes  | 10. | 2006. május 30.      | Győr, Magyarország         | Salak       | Antonia Xenia Tout          | 6–2, 6–3      |
| Döntős   | 11. | 2007. szeptember 4.  | Brčko, Bosznia-Hercegovina | Salak       | Diana Nakič                 | 3–6, 4–6      |
| Döntős   | 12. | 2009. június 14.     | Budapest, Magyarország     | Salak       | Nataša Zorić                | 6–4, 6–7, 4–6 |
| Győztes  | 13. | 2009. július 5.      | Prokuplje, Szerbia         | Salak       | Karolina Jovanović          | 6–4, 2–6, 7–5 |

### Páros: 9 (5-4)
| Eredmény | No. | Dátum                | Torna                      | Borítás | Partner                | Ellenfelek                            | Eredmény             |
| -------- | --- | -------------------- | -------------------------- | ------- | ---------------------- | ------------------------------------- | -------------------- |
| Győztes  | 1.  | 2004. szeptember 13. | Szófia, Bulgária           | Salak   | Nagy Kira              | Gabriela Niculescu Sandra Záhlavová   | 2-6, 6-2, 7-5        |
| Döntős   | 2.  | 2004. október 19.    | Sevilla, Spanyolország     | Salak   | Nagy Kira              | Lourdes Domínguez Lino Laura Pous Tió | 2-6, 3-6             |
| Győztes  | 3.  | 2004. november 21.   | Deauville, Franciaország   | Salak   | Tzipora Obziler        | Vanessa Henke Květa Peschke           | 6-4, 6-1             |
| Győztes  | 4.  | 2006. május 30.      | Győr, Magyarország         | Salak   | Borsányi Csilla        | Nikola Vajdová Patrícia Verešová      | 6–4, 6–4             |
| Győztes  | 5.  | 2008. június 23.     | Budapest, Magyarország     | Salak   | Shona Lee              | Király Pálma Monika Kochanová         | 6–2, 6–2             |
| Döntős   | 6.  | 2008. július 5.      | Prokuplje, Szerbia         | Salak   | Filipovski Alekszandra | Ljubica Avramović Karolina Jovanović  | 6–7(4), 4–6          |
| Döntős   | 7.  | 2008. szeptember 1.  | Brčko, Bosznia-Hercegovina | Salak   | Filipovski Alekszandra | Katarína Poljaková Zuzana Zlochová    | 1-6, 6-1, [8-10]     |
| Döntős   | 8.  | 2009. július 4.      | Prokuplje, Szerbia         | Salak   | Filipovski Alekszandra | Karolina Jovanović Tina Obrež         | 7–6(4), 1–6, [14–16] |
| Győztes  | 9.  | 2009. szeptember 7.  | Budapest, Magyarország     | Salak   | Jani Réka Luca         | Jana Jandová Lucie Kriegsmannová      | 4–6, 6–3, [10–6]     |

## Év végi világranglista-helyezései
| Év       | 2002 | 2003 | 2004 | 2005 | 2006 | 2007 | 2008 | 2009 |
| Helyezés | 462. | 239. | 141. | 349. | 847. | –    | 891. | 734. |